# 13 iulie
ianuarie • februarie • martie  • aprilie  • mai  • iunie  • iulie  • august  • septembrie  • octombrie  • noiembrie  • decembrie
13 iulie este a 194-a zi a calendarului gregorian și a 195-a zi în anii bisecți. Mai sunt 171 de zile până la sfârșitul anului.

## Evenimente

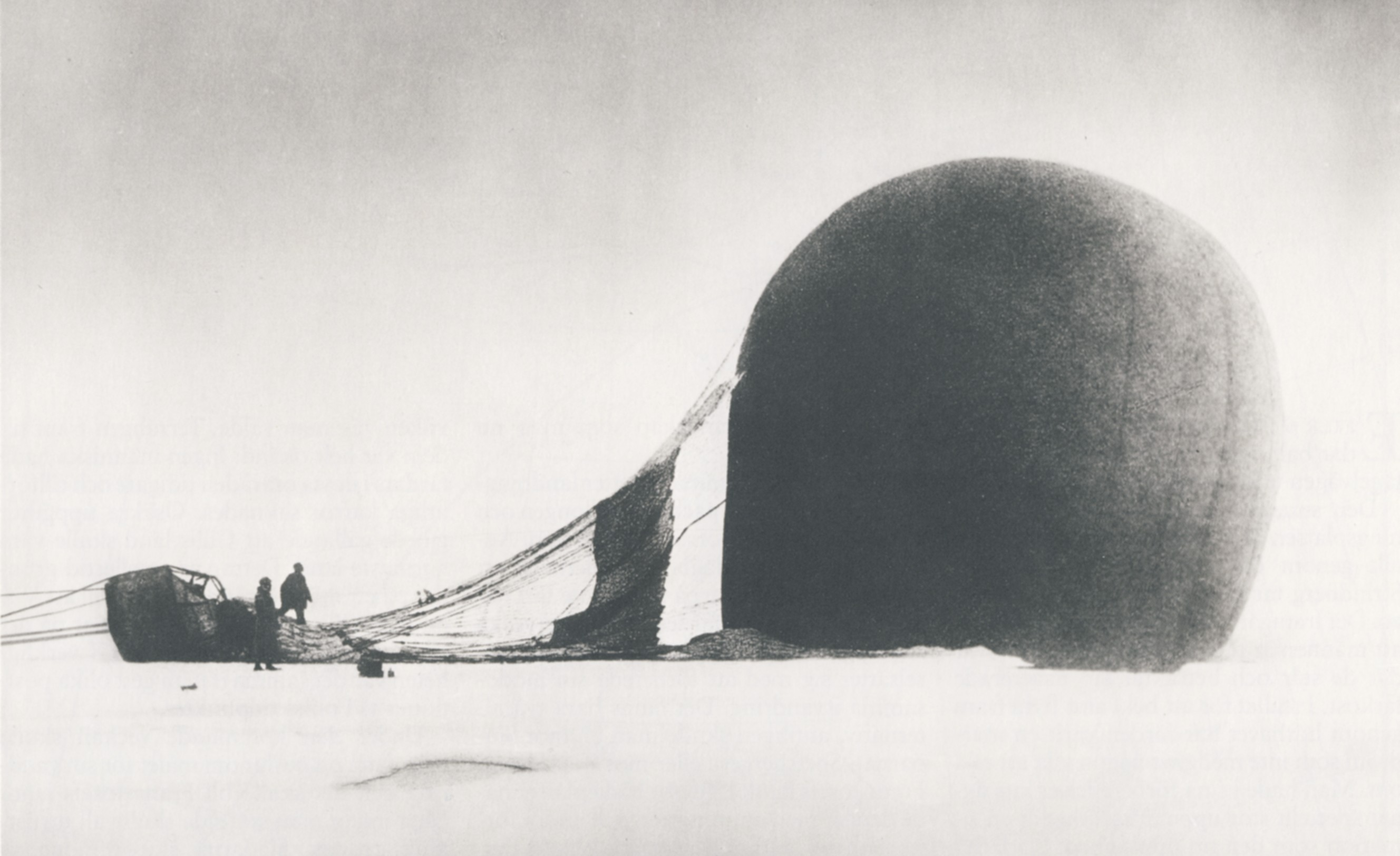
1897: După doar două zile în aer, expediția polară cu balonul cu gaz a cercetatorilor suedezi Salomon August Andrée, Nils Strindberg și Knut Fraenkel este forțată să aterizeze. Abia după 30 de ani, în vara anului 1930 doi pescari de pe baleniera Bratvaag au descoperit corpurile celor trei expediționari, perfect conservate în gheață. Șefului expediției, inginerul Andrée, îi lipsea însă capul, mâncat probabil de urși.

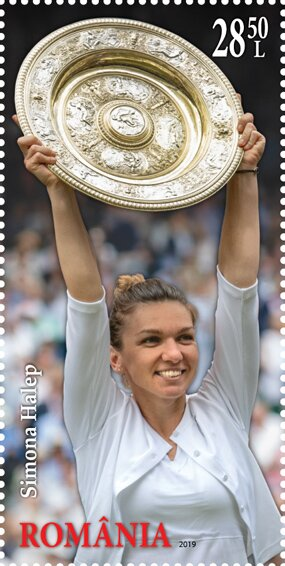
13 iulie: Simona Halep o învinge pe Serena Williams (6-2, 6-2) în finala de la Wimbledon. Este al doilea titlu de Grand Slam câștigat și este prima jucătoare din România care câștigă turneul de la Wimbledon.

- 1573: Războiul de optzeci de ani: Asediul Haarlemului se încheie după șapte luni.
- 1793: Revoluția franceză: Jean Paul Marat este înjunghiat până la moarte în cadă de către Charlotte Corday, membră a facțiunii politice adverse.
- 1814: Este înființată Carabinieri, jandarmeria națională a Italiei.
- 1831: Regulamentul Organic, o lege organică cvasi-constituțională este adoptată în Țara Românească.[1]
- 1841: A fost semnată Convenția Internațională de la Londra privind regimul strâmtorilor Bosfor și Dardanele.
- 1878: Tratatul de la Berlin: Puterile europene redesenează harta Balcanilor. Serbia, Muntenegru și România devin complet independente de Imperiul Otoman.
- 1897: După doar două zile în aer, expediția polară cu balonul cu gaz a cercetatorilor suedezi Salomon August Andrée, Nils Strindberg și Knut Fraenkel este forțată să aterizeze. Abia după 30 de ani, în vara anului 1930 doi pescari de pe baleniera Bratvaag au descoperit corpurile celor trei expediționari, perfect conservate în gheață. Șefului expediției, inginerul Andrée, îi lipsea însă capul, mâncat probabil de urși.
- 1908: Femeile concurează la Jocurile Olimpice moderne pentru prima dată.
- 1913: Începe epidemia de holeră a Armatei Române din 1913, în timpul celui de-al Doilea Război Balcanic.[2]
- 1919: Dirijabilul britanic R34 aterizează în Norfolk, Anglia, finalizând prima călătorie dus-întors a dirijabilului peste Atlantic în 182 de ore de zbor.
- 1928: La concursul automobilistic de la Monthelery din Franța, Matei Ghica stabilește 8 recorduri mondiale.
- 1930: Primul Campionat Mondial de fotbal a fost organizat la Montevideo, Uruguay.
- 1945: A fost transportată prima bombă atomică în deșertul din New Mexico, fiind pregătită pentru primul test al unei bombe atomice care a avut loc două zile mai târziu.
- 1977: Somalia declară război Etiopiei, declanșând Războiul Ogaden.
- 1977: O pană de curent de 25 de ore a cauzat panică și haos în New York.
- 1985: Concertul caritabil Live Aid are loc la Londra și Philadelphia, precum și în alte locuri cum ar fi Moscova și Sydney.
- 1990: Liga Studenților din Institutul Politehnic București, Asociația studenților arhitecți și Grupul Independent pentru Democrație organizează un marș de solidaritate cu Marian Munteanu și cu ceilalți arestați, în zilele de 13–15 iunie.
- 1990: Dezastru de pe Vârful Lenin: un cutremur cu magnitudinea de 6,4 în Afganistan declanșează o avalanșă pe Vârful Lenin, ucigând 43 de alpiniști în cel mai grav accident de alpinism din istorie.[3]
- 1995: Republica Moldova a semnat documentele de aderare la Consiliul Europei, devenind, oficial, cel de–al 35–lea membru al organizației (Strasbourg).
- 1995: Albania a intrat, în mod oficial, în Consiliul Europei, devenind cel de-al 36-lea membru al organizației.
- 2000: Istoricului american de origine română Radu Florescu i s–a acordat titlul Honoris Causa al Academiei Române.
- 2000: Guvernul bulgar a decis închiderea definitivă a celor mai vechi doi reactori de la centrala nucleară de la Kozlodui până la sfârșitul lui 2002, în deplin acord cu cerința de aderare la Uniunea Europeană.
- 2003: A fost inaugurat primul guvern interimar în Irak.
- 2011: Este adoptată Rezoluția 1999 a Consiliului de Securitate al Organizației Națiunilor Unite, care admite Sudanul de Sud ca membru al Organizației Națiunilor Unite.
- 2015: Prim-ministrul României Victor Ponta a devenit inculpat în dosarul în care este acuzat de corupție și s-a pus sechestru pe o parte din bunurile acestuia.[4][5][6] Ponta își anunță pe Facebook retragerea din funcția de președinte al PSD și din toate funcțiile de conducere ale partidului „până la momentul în care își va demonstra nevinovăția față de acuzațiile aduse”.
- 2016: Theresa May îl înlocuiește pe David Cameron ca lider al Partidului Conservator și devine prim-ministru al Regatului Unit.[7]
- 2019: Simona Halep o învinge pe Serena Williams (6–2, 6–2) în finala de la Wimbledon. Este al doilea titlu de Grand Slam câștigat și este prima jucătoare din România care câștigă turneul de la Wimbledon.[8]
- 2024: Fostul președinte al Statelor Unite Donald Trump este rănit într-o tentativă de asasinat în timp ce vorbea la un miting de campanie electorală lângă Butler, Pennsylvania.[9]

## Nașteri
- 100 î.Hr.: Iulius Cezar, general roman, om de stat, consul și autor notabil de proză latină (d. 44 î.Hr.)
- 1527: John Dee, matematician, astronom, astrolog, geograf, alchimist englez (d. 1608/1609)
- 1590: Papa Clement al X-lea (d. 1676)
- 1608: Ferdinand al III-lea, Împărat Roman (d. 1657)
- 1783: Augustus, Mare Duce de Oldenburg (d. 1853)
- 1787: Alois Schertzinger, ceasornicar german  (d. 1864)
- 1798: Charlotte a Prusiei soția Țarului Nicolae I al Rusiei (d. 1860)
- 1793: John Clare, poet britanic (d. 1864)
- 1816: Gustav Freytag, poet, istoric, jurnalist german  (d. 1895)
- 1841: Otto Wagner,  arhitect austriac  (d. 1918)
- 1847: Prințesa Leopoldina a Braziliei, ducesă de Saxonia (d. 1871)
- 1861: Marie Anne a Portugaliei, Mare Ducesă de Luxemburg (d. 1942)
- 1886: Maria Ventura, actriță română (d. 1954)

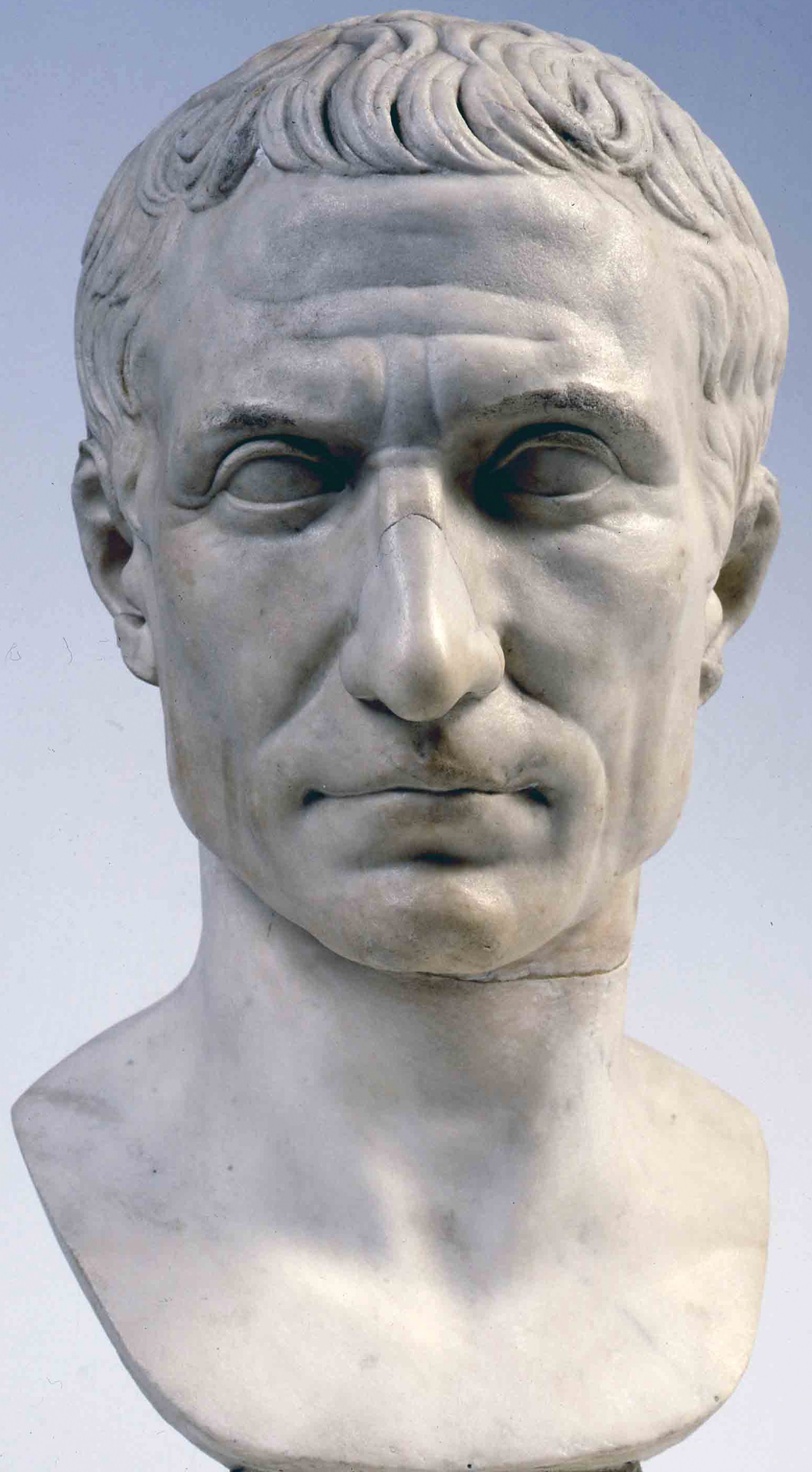
Iulius Cezar
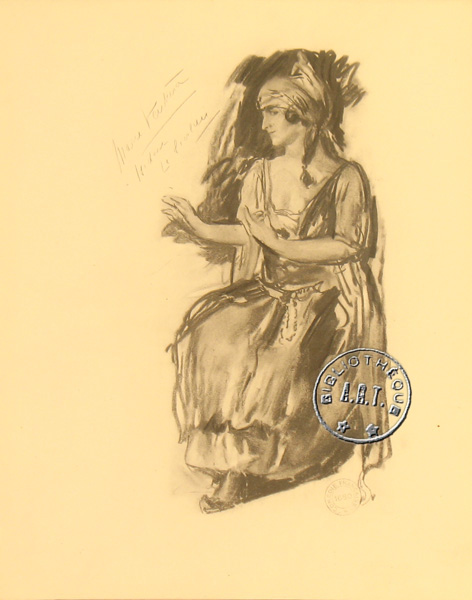
Maria Ventura, actriță română
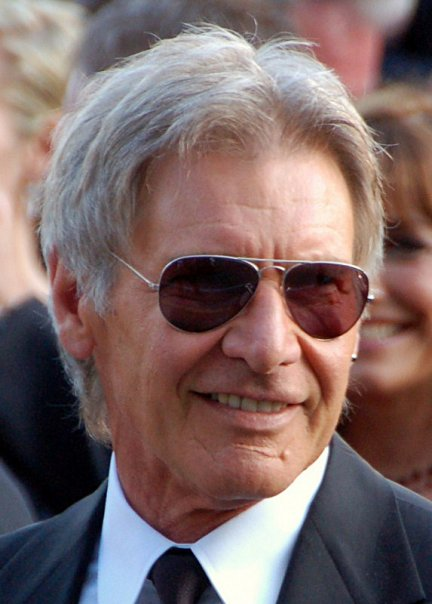
Harrison Ford, actor american

- 1889: Louise Mountbatten, regină consort a Suediei (d. 1965)
- 1901: Nicolae Secăreanu, cântăreț de operă (d. 1992)
- 1918: Alberto Ascari, pilot italian (d. 1955)
- 1924: Carlo Bergonzi, tenor italian (d. 2014)
- 1924: Michel Constantin, actor francez (d. 2003)
- 1927: Simone Veil, politiciană franceză (d. 2017)
- 1934: Wole Soyinka, scriitor nigerian, laureat Nobel
- 1940: Patrick Stewart, actor britanic
- 1942: Harrison Ford, actor american
- 1944: Joel Hasse Ferreira, politician portughez (d. 2022)
- 1944: Ernő Rubik, sculptor ungur, arhitect și designer
- 1950: Ma Ying-jeou, politician chinez
- 1953: Violeta Dinescu, pianistă și compozitoare română
- 1957: Thierry Boutsen, pilot belgian
- 1963: R. J. Palacio, scriitoare americană
- 1967: Benny Benassi, DJ italian
- 1967: Adrian Vîlcu, actor român de teatru și film
- 1969: Oleg Serebrian, politolog, eseist și politician moldovean
- 1972: Gabriela Vrânceanu-Firea, editor-prezentator de televiziune, politician român
- 1974: Jarno Trulli, pilot italian de Formula 1
- 1975: Julia Vignali, actriță franceză
- 1985: Guillermo Ochoa, fotbalist mexican
- 1988: Steven R. McQueen, actor american
- 1989: Kristina Kristiansen, handbalistă daneză
- 1992: Airinė Palšytė, atletă lituaniană

## Decese
- 0939: Papa Leon al VII-lea
- 1621: Albert al VII-lea, Arhiduce de Austria (n. 1559)
- 1762: James Bradley, astronom britanic și teolog anglican (n. 1693)
- 1777: Guillaume Coustou, sculptor francez (n. 1716)
- 1793: Jean-Paul Marat, medic, filozof și om de știință francez de origine elvețiană, revoluționar francez  (n. 1743)
- 1840: Ducesa Charlotte Frederica de Mecklenburg-Schwerin (n. 1784)

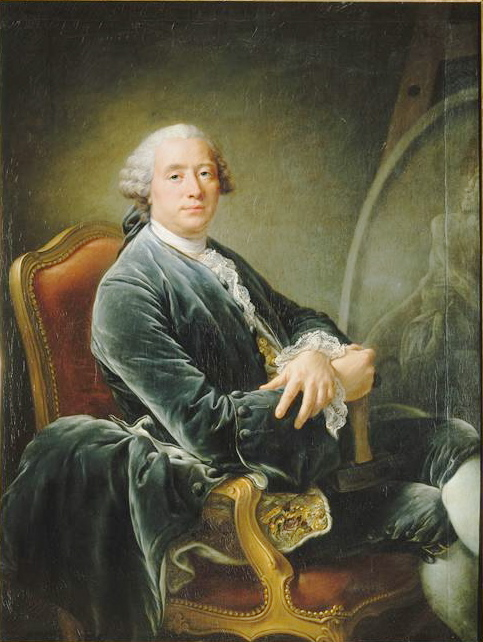
Guillaume Coustou, sculptor francez
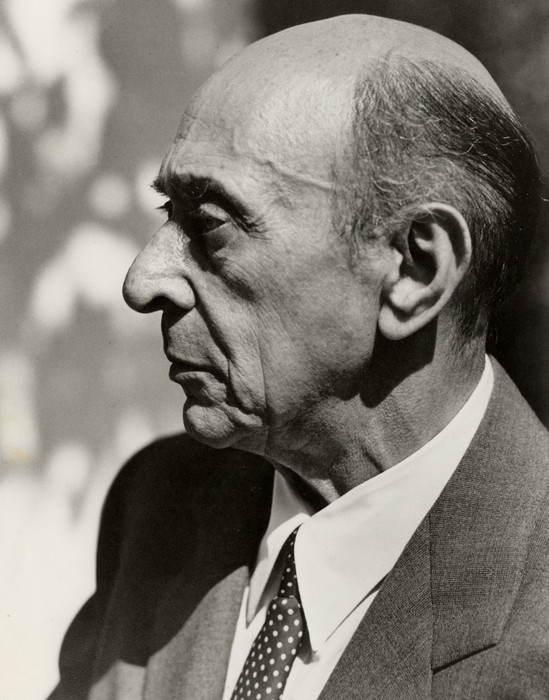
Arnold Schönberg, compozitor austriac
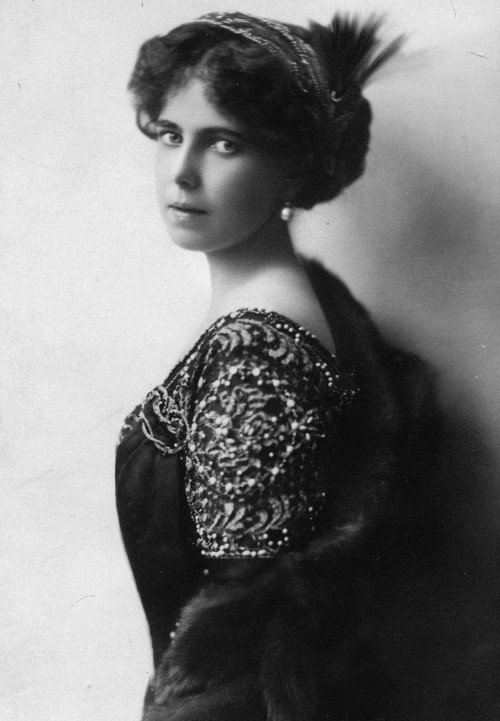
Prințesa Beatrice de Saxa-Coburg-Gotha, sora reginei Maria a României

- 1842: Prințul Ferdinand-Filip al Franței, duce de Orléans (n. 1810)
- 1896: Friedrich August Kekulé von Stradonitz, chimist german (n. 1829)
- 1907: Heinrich Kreutz, astronom german (n. 1854)
- 1921: Dionisie Florianu, general român (n. 1856)
- 1921: Gabriel Lippmann, fizician francez, laureat Nobel (n. 1845)
- 1924: Alfred Marshall, economist britanic (n. 1842)
- 1929: Eusebius Mandyczewski compozitor austriac
- 1943: Kurt Huber, profesor german, disident antinazist (n. 1893)
- 1943: Alexander Schmorell, artist german, victimă a regimului nazist (n. 1917)
- 1944: Lidia Kotzebue, sculptoriță română de origine rusă (n. 1885)
- 1946: Alfred Stieglitz, fotograf american (n. 1864)
- 1951: Arnold Schönberg, compozitor austriac (n. 1874)
- 1954: Frida Kahlo, pictoriță mexicană (n. 1907)
- 1954: Irving Pichel, actor american și regizor de film (n. 1891)
- 1957: Constantin Balmuș, filolog român (n. 1898)
- 1966: Prințesa Beatrice de Saxa-Coburg-Gotha, sora reginei Maria a României (d. 1884)
- 1971: Franz Joseph, Prinț de Thurn și Taxis (n. 1893)
- 1974: Patrick Maynard Stuart Blackett, fizician britanic, laureat Nobel (n. 1897)
- 1975: Marțian Negrea, compozitor și muzicolog (n. 1893)
- 2000: Jan Karski, ofițer polonez (n. 1914)
- 2003: Compay Segundo, muzician cubanez (Buena Vista Social Club) (n. 1907)
- 2007: Ziua de naștere a lui Lamine Yamal, fotbalist care joacă la FC Barcelona
- 2008: Bronisław Geremek, istoric și politician polonez (n. 1932)
- 2011: Cornel Fugaru, solist și compozitor de muzică ușoară român (n. 1940)
- 2013: Cory Monteith, actor și cântăreț canadian (n. 1982)
- 2014: Lorin Maazel, dirijor, compozitor și violonist american (n. 1930)
- 2014: Nadine Gordimer, scriitoare sud-africană (n. 1923)
- 2015: Ildikó Tordasi, floretistă maghiară, campioană olimpică la Montréal 1976 (n. 1951)
- 2017: Charles Bachman, informatician american (n. 1928)
- 2018: Corneliu Gârbea, actor român (n. 1928)
- 2020: Grant Imahara, expert american în electronică și control radio (n. 1970)
- 2024: Shannen Doherty, actriță americană (n. 1971)

## Sărbători
- Sărbători religioase
  - Sf. Henric al II-lea (calendar evanghelic, catolic)
  - Sf. Cunigunda de Luxemburg (calendar evanghelic)
- Zi onomastică
  - Heike, Heinrich, Joel, Sarah, Silas
- Alte
  - USA: “Embrace Your Geekness Day” (din 1990)
  - Ziua internațională a pietrei